# Evalistus Kaaronda
Evalistus Kaaronda, auch Evilastus Kaaronda (* 1974 oder 1975), ist ein namibischer Politiker und Gewerkschafter. Er war für die SWANU Präsidentschaftskandidat 2024 und kam auf 0,72 Prozent der Stimmen.
Kaaronda war Generalsekretär des Gewerkschaftsbundes National Union of Namibian Workers (NUNW). Im April 2011 wurden Ermittlungegen gegen ihn wegen Fehlverhaltens in diesem Amt eingeleitet. Im darauffolgenden Jahr wurde er aufgrund nachhaltigen Fehlverhaltens entlassen.
2014 war Kaaronda maßgeblich an der Gründung eines weiteren Gewerkschaftsbundes, der Namibia National Labour Organisation (NANLO), beteiligt.
Seit 2022 ist er Parteipräsident der SWANU. Seit März 2023 ist er Mitglied der namibischen Nationalversammlung.